# عسكر مكرم
عسکر مکرم أو رستاق کواد أو لشکر بلد تاریخي مشهور فی إقليم محافظة خوزستان منسوب لمکرم بن معزاء حارث، أحد من بنی جَعْوَنة بن حارث بن نُمَیربن عامربن صعصعة وكان بلداً ثري ومشيد عاش فيه علماء كبار ومشهورين ، أهل هذا البلد كانوا يصنعون المناديل والملابسمن القطن الخام وطبق المنابع المكتوبة لعلماء الجغرافية والرحالة في العهد الاسلامي كان هذا البلد من أهم البلدان في اقليم الأحواز وحتى في عهد أي كرسي كان البلد الأهم في الأحواز وفي عهد إزدهاره أمّن هذا البلد احتياجات الدول الإسلامية حتى مصر من السكر وبحسب تحقيقات المؤرخين قُدرت مساحة البلد بحوالي 500 هكتار وهو مقسم إلى ضفتين احدهما صناعية والأخرى سكنية وحسب معطيات المورخين وعلماء الجغرافيا كانت طريقة الاتصال بين الضفة الشرقية والغربية لهذا البلد بواسطة سف القوارب بجنب بعضها على عرض النهر والعبور بها، احتوى البلد أسواق كبيرة بالقرب من مسجد عيوب وكانت في الضفة الغربية وكانت تعيش في هذا البلد عقارب سمية والأغلبية كان يتعرض للذق منها.

## الموقعية
هذا البلد يقع بين نهر تستر ونهر مسرقان وهذا البلد يقع في بعد 35 كيلومتر غرب مدينة شوشتر وبجنب قرية بندقير حالياً ويمتد على ضفتين نهر قرقر (گرگر)

## علماءعسكر مكرم
- ابن سكيت الاهوازى:[7] يعقوب ابن اسحاق ابن يوسف معروف بأبى يوسف اللغوي الاهوازى الدورقى كن من رواد الفصحة والبلاغة وكان مشغول في التدريس في عسكر مكرم وبعدها هاجر إلى سامراء وإلى بغداد.
- احمد ابن موسى الاهوازى: كان القاضى احمد معروف بعبيدان وهو من رواد علم الحديث.
- ميرمان العسكري: أبو بكر محمد ابن على ابن إسماعيل المعروف بميرمان العسكري وهو عالم النحو الذي تعلم علم النحو وترقى بمدينة عسكر مكرم.
- أبو على العسكري: حسن ابن عبد الله ابن سهل ثاني كان من علماء الغة والادب العربى.
- أبو احمد العسكري: أبو احمد ابن عبد الله بن سعيد العسكري من رواد الأدب وصاحب كتاب أخبار ونوادر.[8]
- أبو هلال العسکری:[9]

الحسن ابن عبد الله ابن سعيد من علماء لغة عربی في زمانه وملقب به أبو هلال العسکری ولقب عسکری بسبب ولادتة في عسكر مكرم.

## الوضع الفعلى
يرجع تاريخ مدينة عسكر مكرم إلى ما قبل اٍلاسلام، وفي عام 1310 هجري الشمسي تم تثبيت هذه المدينة جزء من الأثار الوطنية وبدليل جرف التراب -الفيضانات الموسمية وبنا مستوطنة رامين على جزء من هذا البلد ، تعرض للتخريب والتدمير المستمر.طغيان نهر قرقر (گرگر) وجرف التراب والحفر الغير مجاز هو سبب عدم معرفة المساحة الصحيحة لهذا البلد ومنطقة هذا البلد التاريخي غير محمية حالياً.